# Guilherme Afonso
Guilherme Afonso (Luanda, 15 de novembro de 1985) é um futebolista profissional angolano que atua como atacante.

## Carreira
Guilherme Afonso representou o elenco da Seleção Angolana de Futebol no Campeonato Africano das Nações de 2013.